# Ho servito il re d'Inghilterra
Ho servito il re d'Inghilterra (Obsluhoval jsem anglického krále) è un film del 2006 diretto da Jiří Menzel.
Il soggetto è tratto dall'omonimo romanzo di Bohumil Hrabal.